# Ceylonspoorkoekoek
De ceylonspoorkoekoek (Centropus chlororhynchos) is een vogel uit de familie Cuculidae (koekoeken). Het is een kwetsbare, endemische vogelsoort in Sri Lanka.

## Kenmerken
De vogel is 43 tot 46 cm lang. De volwassen vogel heeft een dofzwart lijf, waarbij de staartveren een violetkleurige glans hebben. De vleugels zijn donker kastanjebruin, donkerder dan die van de Chinese spoorkoekoek die daar ook voorkomt. Het oog is roodachtig bruin, de snavel is bleekgroen en de poten zijn vaal vleeskleurig. Het vrouwtje is groter dan het mannetje.

## Verspreiding en leefgebied
Deze soort is endemisch in altijd groenblijvend bos met een dichte ondergroei, bij voorkeur van bamboe of rotanpalm in regenrijke delen van het eiland Sri Lanka, meestal in laagland of tot op 800 m boven zeeniveau.

## Status
De ceylonspoorkoekoek heeft een beperkt verspreidingsgebied en daardoor is de kans op uitsterven aanwezig. De grootte van de populatie werd in 2014 door BirdLife International geschat op 3.500 tot 15.000 individuen en de populatie-aantallen nemen af. Het leefgebied wordt aangetast door (soms illegale) ontbossing waarbij natuurlijk bos wordt omgezet in gebied voor agrarisch gebruik en menselijke bewoning en overgebleven delen van bosgebieden worden versnipperd. Om deze redenen staat deze soort als kwetsbaar op de Rode Lijst van de IUCN.